# Alfred Ély-Monbet
 (juillet 2021).
Alfred Adolphe Ély dit Ély-Monbet, né à Brest le 15 décembre 1879 et mort pour la France le 22 avril 1915 à Langemark près d'Ypres en Belgique, est un sculpteur et ébéniste français, d'un style régional s'inspirant du style breton, propre à la Bretagne et influencé par l'Art nouveau. Après son mariage, il accole à son nom de famille le nom de son épouse Marie Monbet. 

## Biographie

### Famille et formation
Son père, Bastien Ély, est négociant en meubles à Brest et gère un atelier d'ébénisterie où Alfred se forme, après avoir mené des études secondaires au collège Saint-Charles, à Saint-Brieuc, jusqu'en 1885.
Après son mariage, il accole à son nom de famille le nom de son épouse Marie Monbet.

### L'atelier Saint-Guénolé, à Caurel
En 1906, avec le concours de sa femme, il ouvre à Caurel, dans le Sud-Ouest des Côtes-d'Armor, l'Atelier de Saint-Guénolé, devenant atelier-école en 1908, nom qu'il choisit en souvenir de la terre de ses ancêtres venus de Landévennec, où une abbaye est réputée avoir été fondée par ce saint.
Il a pour principe de vouloir régénérer l'ébénisterie en Bretagne, qu'il juge dégénérée et encline à la facilité, et, pour ce faire, il estime qu'il faut faire se lever une nouvelle génération d'artisans qui s'améliore par l'émulation et la concurrence.
Dès 1907, il saisit l'occasion que lui offre la tenue d'un congrès de l'Union régionaliste bretonne (URB), à Rostrenen (petite ville proche de Caurel) pour faire connaître sa nouvelle production par une exposition de meubles et d'objets.
Cela déterminera son engagement auprès de l'URB, dont il présidera la section des Beaux-Arts. Alfred Ély-Monbet est donc à la fois un militant, régionaliste et catholique social et un pédagogue qui croit au rôle du maître qui reste au plus près de ses collaborateurs et apprentis pour les faire progresser.

En 1913, lors d’une rencontre, à Paris, sur le thème de l’apprentissage organisée par les catholiques sociaux d'Albert de Mun, il décrit ainsi le fonctionnement de son atelier-école :

« L'Atelier Saint-Guénolé, fondé en 1908 à Caurel (Côtes-du-Nord), à la campagne, est un atelier-école.

- Atelier, car patron et ouvriers vivent de leur travail, donc intéressés au succès ; car les apprentis sont réellement aux prises avec les difficultés, les imprévus, la variété de la besogne et les besoins de la clientèle

- École car les apprentis sont nombreux : huit, un par ouvrier (contremaître en sus). Le patron compose ses dessins à l'atelier, donc surveillance et impulsion continuelles

- École encore par les occasions perpétuelles, saisies par le patron de conseiller sur le vif ; ensuite cours hebdomadaires (soins, nomenclature, géométrie, goût) exercices journaliers de dessin, faits par les enfants chez eux (ils sortent deux heures avant les ouvriers), et corrigés deux fois par semaine. »

Cette attention portée aux apprentis a pour inconvénient que certaines réalisations de l'atelier, parfois laissées à l'initiative des élèves, sont parfois de qualité médiocre, surtout quand il s'agit de petits objets.
Pour Ély-Monbet, il faut bannir le style appelé Henri II, lié à la mode "gothique" et académique qui concerne aussi l'Allemagne et le Royaume-Uni pour lui substituer un style moins ornementé, moins surchargé de rosaces, fuseaux, cariatides et autres griffons, ce style plus sobre ayant, paraît-il, prévalu en Bretagne aux XVIe et XVIIe siècles. Dans un Mémoire sur l'avenir de l'industrie bretonne (1908), il écrit qu'il faut « combattre l'horrible camelote parisienne par des modèles soignés et harmonieux ».
Sans estimer à un très niveau la production d'Ély-Monbet, Marguerite Le Roux-Paugam estime que certaines pièces rappellent les réalisations de l'École de Nancy, en particulier des meubles de Louis Majorelle. Il crée une sorte de version bretonne de l'Art nouveau qui n'hésite pas à couper le bois de biais ou à créer des incurvations qui montrent la matière.

### Réalisations majeures
Malgré la brièveté de sa carrière, Alfred Ély-Monbet s'est fait remarquer par diverses productions privées et publiques notables. Dès 1908, le conseil général du Finistère lui confie la réalisation des fauteuils et sièges pour ses membres. Le député-maire de Plouescat, Pierre Trémintin, lui commande pour son domicile une quantité de meubles très originaux, dont un porte-manteau, porte-parapluie et siège et une cheminée monumentale plaquée de bois.
Une des sources d'inspiration du sculpteur est constituée des personnages bretons en costumes, dont le répertoire est puisé chez Olivier Perrin, Hippolyte Lalaisse et d'autres. Ces créations remportent un grand succès, tant pour lui que pour ses nombreux concurrents, mais il leur préfère le plus souvent des motifs floraux ou « celtiques ».
Le mobilier religieux, parfois commandé par des recteurs de paroisse qui sont membres de l'Union régionaliste bretonne, lui permet d'étendre le registre aux saints évangélisateurs, souvent légendaires, de la Bretagne.
Bien que ce style historié, très prisé alors, puisse relever d'une nécessité alimentaire, on peut apprécier sa virtuosité dans le traitement des personnages sur les chaires, les autels ou des stalles des églises de Paule, Louannec, Plestin-les-Grèves et de Plussulien et à la chapelle Saint-Yves de Louannec. Un triptyque représentant saint Gildas est aussi visible dans l'église de Laniscat.
La base de données Palissy du Ministère de la Culture donne la description de 9 objets d'art dans des églises des Côtes-Armor (interrogée le 14 août 2012).

### Influence et postérité
Le capitaine de réserve, Alfred Ély-Monbet, mort pour la France le 22 avril 1915 à  Langemark près d'Ypres en Belgique,, en combattant à la tête de son bataillon du 74e régiment d'infanterie territoriale, avait occupé une place éminente dans le mouvement régionaliste qui saisit la Bretagne à la veille de la guerre de 1914-1918. Jules-Charles Le Bozec, qui participa au mouvement des Seiz Breur, fut un de ses élèves et, son maître, quand il préconisait un allégement du style régionaliste breton a bien été parfois un précurseur de cette école[pas clair], dont la première manifestation est pourtant datée de 1923.